# 李彦 (化学家)
李彦，北京大学化学与分子工程学院教授，中国化学会会士，中国教育部长江学者特聘教授，主要从事纳米材料与纳米结构研究。

## 生平
1983至1993年，李彦先后就读于山东大学化学系、北京大学化学系，1993至1995年，在北京大学化学与分子工程学院从事博士后研究，2001年起留校任教。

## 兼职
李彦担任《科学通报》、《无机化学学报》等刊物编委，还担任国际碳纳米管系列学术会议指导委员会委员、美国材料学会奖励提名委员会委员、中国化学会无机化学学科委员会副主任等职。